# Icelinus burchami
Icelinus burchami is een straalvinnige vissensoort uit de familie van donderpadden (Cottidae). De wetenschappelijke naam van de soort is voor het eerst geldig gepubliceerd in 1907 door Evermann & Goldsborough.